# ذاكرة مخبأة (ويب)
تخبئة صفحات الويب (بالإنجليزية: Web cacheing) هي تقنية تعتمد على تخزين ملفات الإنترنت بأنواعها المتعددة (صور، نصوص، أصوات...) بُغية تلبية عدّة أغراض كتوفير حجم البيانات المتبادلة، وتخفيف الحمل على مخدمات الإنترنت.
تقوم ذاكرة الويب المخبئة بالاحتفاظ بالملفات التي تمر من خلالها، كما وتُستخدم هذه الملفات المخبّئة لتلبية طلبات الزبائن الآخرين بعد التأكد من تحقق شروط معيّنة.

## أنواع ذواكر الويب المخبئة
هناك عدّة طرق لتحقيق هذه الذاكرة وتخبئة محتويات الويب، منها:

### ذاكرة المستخدم
وهي شبيهة بالذاكرة الموجودة في متصفحات الإنترنت والتي تقوم بالاحتفاظ ببعض الصفحات المُزارة، حيث تعمل هذه الذاكرة بالنيابة عن الزبون، ومن الممكن أن يقوم بعض الوسطاء باستخدام ذاكرة مشتركة لتخديم أكثر من زبون.

### ذاكرة الخادم
يتم استخدام هذا النوع في مزودات خدمة الإنترنت، الشركات الكبيرة والمدارس والجامعات، وذلك بغرض تخفيض حجوم البيانات المتبادلة، وقد يعتمد هذا النوع على الشفافية في عمله، حيث لا تتطلب الذاكرة ضبط أية إعدادات من طرف الزبون.

### ذواكر العبّارة
تُعرف أحياناً بذواكر وكيل المخدم العكسية، أو بمسرّعات الويب، حيث يعمل هذا النوع بالنيابة عن المخدم الأساسي، ولا يوجد أي فرق بالنسبة للزبون بين هذه الذاكرة والمخدم الأساسي. من الممكن أن تتشارك عدة ذواكر في عملها لتشكّل ما يُعرف بشبكة تسليم المحتويات.
قد تؤدي هذه الذواكر في بعض الأحيان مهام أخرى كالاستيقان من المستخدم، وفلترة المحتويات. ومن الممكن أن تعمل عدة ذواكر مع بعضها باستخدام بعض المفيقات كـ (HTCP).